# Masarac

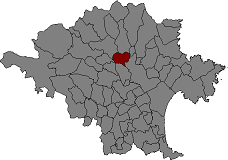
Położenie gminy na mapie comarki Alt Empordà.

Masarac – gmina w Hiszpanii,  w Katalonii, w prowincji Girona, w comarce Alt Empordà.
Powierzchnia gminy wynosi 12,53 km². Zgodnie z danymi INE, w 2005 roku liczba ludności wynosiła 263, a gęstość zaludnienia 20,99 osoby/km². Wysokość bezwzględna gminy równa jest 85 metrów. Współrzędne geograficzne gminy to 42°21'10"N, 2°58'25"E.

## Miejscowości
W skład gminy Masarac wchodzą trzy miejscowości, w tym miejscowość gminna o tej samej nazwie:
- Masarac – liczba ludności: 122
- El Priorat – 11
- Vilarnadal – 107

## Demografia
| 1991 | 1996 | 2001 | 2004 | 2005 |
| ---- | ---- | ---- | ---- | ---- |
| 258  | 247  | 241  | 258  | 263  |